# Muraközy János
Muraközy János (Kecskemét, 1824. február 8. – Kecskemét, 1892. szeptember 2.) ügyvéd, festőművész, politikus.
Alap- és középfokú iskoláit Pesten és szülővárosában végezte. A kecskeméti jogi főiskolán Jókai Mór iskolatársa volt, akivel barátságot alakított ki. 1847-ben tette le az ügyvédi vizsgát. Festészetet is tanult Pesten Marastoni Jakabnál, valamint Bécsben Karl Rahl iskolájában Than Mór és Lotz Károly évfolyamtársaként.  Részt vett az 1848–49-es szabadságharcban, előbb nemzetőr századosként, majd gerillakapitányként, végül honvéd századosi rangot töltött be. Emiatt a szabadságharc leverését követően bujdosni kényszerült. Bujdosásának egyik helyszíne 1849 novemberében a bükki Tardona, ahol Jókai Mórral is találkozott.
Később hivatalnoki pályára lépett, majd 1878-tól gazdasági tanácsnoki funkciót látott el Kecskeméten. Jelentős szerepet vállalt a környék szőlő- és gyümölcskultúrájának fejlesztésében.

## Emlékezete
A kulcsra zárt szoba titkai - Muraközy János élete és festészete című állandó kiállítás a Ráday Múzeumban.
Hegedűs Géza: Kulcsra zárt szobában (regény)